# Антипов, Феликс Николаевич
Феликс Николаевич Анти́пов (17 мая 1942, Москва — 5 мая 2016, там же) — советский и российский актёр театра и кино, народный артист Российской Федерации (2002).

## Биография
Феликс Антипов родился 17 мая 1942 года в Москве; после окончания средней школы играл в оркестре на ударных инструментах и тромбоне, служил в армии и много лет спустя говорил: «Наверное, если бы я не поступил в театральное училище, то остался бы музыкантом…». Но в Театральное училище им. Щукина, на курс Анны Орочко, он поступил с первой попытки.
Ещё студентом Антипов получил три года условно за незаконные валютные операции; по окончании училища в 1968 году талантливого актёра готовы были взять к себе и Андрей Гончаров — в Театр им. Маяковского, и Юрий Любимов — в Театр на Таганке. Но Гончаров, по свидетельству Антипова, сказал: «У вас такая ситуация, мы должны за вами присматривать… Вы должны понимать…» — в то время как Любимов на ту же тему высказался иначе: «Я твою ситуацию знаю, и, в общем, мне на неё наплевать». Антипов отдал предпочтение Любимову, и с 1968 года служил в Театре на Таганке, где особенно пришлась ко двору его музыкальность — владение несколькими музыкальными инструментами, в том числе гитарой, и хорошие вокальные данные.

### На Таганке
На сцене «Таганки» Антипов дебютировал в 1968 году в роли Мотякова в спектакле «Живой» по повести Б. Можаева и очень скоро стал одним из ведущих актёров театра.
В первые годы существования любимовской «Таганки» режиссёра часто упрекали в том, что актёрам в его спектаклях отведена несоразмерно малая роль, «Таганку» называли даже «театром без актёра». И хотя в этом театре, как некогда в мейерхольдовском ГосТиМе, актёр во все времена оставался, по словам критика, «строго определённой составляющей спектакля», с течением времени «стая молодых», начинавших вместе с Любимовым смелый театральный эксперимент, превратилась в плеяду крупных мастеров. Этот путь вместе с труппой прошёл и Феликс Антипов: как и все, он играл в ранних спектаклях Любимова чаще роли «от театра» или по нескольку эпизодических и по большей части безымянных ролей в одном спектакле, — ролей, в которых режиссёр предоставлял своим актёрам широкие возможности для самовыражения, но строить характер было не из чего. Но были и Мармеладов в «Преступлении и наказании», Чичиков в «Ревизской сказке», Фёдор Карамазов, Фальстаф, Оргон в мольеровском «Тартюфе», которого Антипов впервые сыграл в 1968 году и играл до своей смерти.
О. Мальцева отмечала особенную увлечённость Любимова Феликсом Антиповым, занятым едва ли не во всех спектаклях поздней «Таганки»: вырастив мастеров, Любимов стал отводить в своих спектаклях особую роль актёру-художнику, не просто позволяя ему демонстрировать своё мастерство, но и непосредственно включая эту демонстрацию в действие; Антипов же, пишет критик, «по-своему символизирует азартного, жадного до игры таганковского актёра, каждый раз играющего, будто „дорвавшись“». И наслаждение, которое получал при этом актёр, Любимов включал в ткань спектакля, как, например, «феерическое жонглирование ролями» в «Борисе Годунове», где Антипов играл Варлаама, Собаньского, Хрущёва, казака Карелу, Мужика на амвоне и ещё две безымянные роли.
В кинематографе актёр дебютировал в 1971 году в небольшой роли в «Драме из старинной жизни», сыграл более двадцати киноролей.
Умер Феликс Антипов 5 мая 2016 года в Москве после тяжёлой продолжительной болезни на 74-м году жизни. Церемония прощания состоялась 8 мая 2016 года в Театре на Таганке. Похоронен на Троекуровском кладбище, участок 21.

## Творчество

### Театральные работы
- 1968 — «Живой» по Б. Можаеву; постановка Ю. Любимова — Мотяков
- 1968 — «10 дней, которые потрясли мир» по Д. Риду; постановка Ю. Любимова — От театра и другие роли (ввод)
- 1968 — «Павшие и живые»; постановка Ю. Любимова — Чаплин, Гитлер (ввод)
- 1968 — «Добрый человек из Сезуана» Б. Брехта; постановка Ю. Любимова — Полицейский (ввод)
- 1968 — «Послушайте!»; постановка Ю. Любимова — (ввод)
- 1968 — «Тартюф» Мольера; постановка Ю. Любимова — Оргон
- 1969 — «Мать» Б. Брехта по А. М. Горькому; постановка Ю. Любимова — Михаил Власов
- 1970 — «Что делать?» по Н. Г. Чернышевскому; постановка Ю. Любимова — Обыватели, Полицейский, Хозяин, Цыгане, Извозчик
- 1971 — «А зори здесь тихие» по повести Б. Васильева; постановка Ю. Любимова — Немецкий солдат
- 1971 — «Гамлет» У. Шекспира; постановка Ю. Любимова — Могильщик, Музыкант и придворные
- 1972 — «Под кожей статуи Свободы» Е. Евтушенко; постановка Ю. Любимова — Иронический студент
- 1973 — «Товарищ, верь…»; постановка Ю. Любимова — за Жуковского
- 1975 — «Пристегните ремни» Г. Бакланова и Ю. Любимова; постановка Ю. Любимова — Прищемихин
- 1975 — «Вишнёвый сад» А. П. Чехова; постановка А. Эфроса — Симеонов-Пищик
- 1977 — «Мастер и Маргарита» по М. Булгакову; постановка Ю. Любимова — Бегемот, Лиходеев[12]
- 1978 — «Ревизская сказка» по Н. В. Гоголю; постановка Ю. Любимова — Чичиков
- 1979 — «Преступление и наказание» по Ф. М. Достоевскому; постановка Ю. Любимова — Мармеладов
- 1979 — «Турандот, или Конгресс обелителей» Б. Брехта; постановка Ю. Любимова — Император
- 1980 — «Дом на набережной» по Ю. Трифонову; постановка Ю. Любимова — Шулепников
- 1981 — «Владимир Высоцкий»; постановка Ю. Любимова
- 1981 — «Три сестры» А. П. Чехова; постановка Ю. Любимова — Чебутыкин
- 1985 — «На дне» А. М. Горького — Лука
- 1988 — «Борис Годунов» А. С. Пушкина; постановка Ю. Любимова — Варлаам, Поляк Собаньский, Хрущёв, Казак, Мужик на амвоне
- 1989 — «Пир во время чумы» А. С. Пушкина; постановка Ю. Любимова — Мефистофель, Председатель, Жид, Лепорелло
- 1990 — «Самоубийца» Н. Эрдмана; постановка Ю. Любимова — Подсекальников
- 1993 — «Живаго» по Б. Пастернаку; постановка Ю. Любимова — Комаровский, Громеко
- 1995 — «Медея» Еврипида; постановка Ю. Любимова Ю. Любимова — Эгей
- 1997 — «Братья Карамазовы» по Ф. М. Достоевскому; постановка Ю. Любимова — Исправник, Фёдор Павлович Карамазов
- 1998 — «Марат и маркиз де Сад» П. Вайса; постановка Ю. Любимова — директор Кульмье
- 1998 — «Шарашка» по А. Солженицыну; постановка Ю. Любимова — Яконов, Макарыгин
- 2000 — «Хроники» по У. Шекспиру; постановка Ю. Любимова — Дух, Фальстаф
- 2000 — «Театральный роман» по М. Булгакову — Аристарх Платонович, Эшшапар, Де Бионкур, Людовик-Мольер
- 2000 — «Евгений Онегин» А. С. Пушкина; постановка Ю. Любимова
- 2001 — «Сократ/оракул», мистерия К. Кедрова и Ю. Любимова; постановка Ю. Любимова — Сократ
- 2002 — «Фауст» И. В. Гёте; постановка Ю. Любимова — Премьер-министр, Директор театра
- 2003 — «До и после»; постановка Ю. Любимова — Хлебников, Розанов
- 2004 — «Идите и остановите прогресс. (ОБЭРИУТы)»; постановка Ю. Любимова — Забо, Круч, Царь, Фомин, Отец
- 2005 — «Суф(ф)ле»; постановка Ю. Любимова — дядя, Макман
- 2006 — «Антигона» Софокла; постановка Ю. Любимова — Креонт
- 2007 — «Горе от ума — Горе уму — Горе ума» А. С. Грибоедова; постановка Ю. Любимова — Фамусов
- 2010 — «Мёд» Т. Гуэрры; постановка Ю. Любимова — Два брата[2][13]
- 2012 — «На всякого мудреца довольно простоты» А. Н. Островского. — Крутицкий
- 2014 — «День победы» Михаила Дурненкова — Старик
- 2014 — «Гроза двенадцатого года. Имени Твоему. (Из записок Даниловского)» — Кутузов Михаил Илларионович[2]

### Работы на телевидении
- 1985 — «Сорочинская ярмарка» по Н. В. Гоголю (телеспектакль). Режиссёр В. Смехов — Купец с шишкой
- 1986 — «Дождь будет» по Б. Можаеву (телеспектакль). Режиссёр С. Сатыренко — Степан Епифанович Басманов

### Фильмография
- 1968 — Новое платье короля (фильм-спектакль) — Тильберт
- 1971 — Драма из старинной жизни — Поп
- 1974 — Иван да Марья — Леший
- 1983 — Петля — бригадир Сизых
- 1988 — Слуга — Михаил
- 1994 — Подлинный художник, истинный артист, настоящий убийца — пианист дядя Гоша
- 1997 — Братья Карамазовы (Скотопригоньевск) (фильм-спектакль) — Федор Михайлович Карамазов, и Исправник
- 2002 — Азазель — Ксаверий Феофилактович Грушин
- 2002 — Театральный роман — Ликоспастов
- 2003 — Замыслил я побег — Борис Исаакович
- 2003 — Стилет — Прима
- 2004 — Похитители книг — лифтёр-философ
- 2004 — Холостяки
- 2005 — Бумер. Фильм второй — дядя Миша
- 2006 — Московская история — декан актёрского факультета
- 2007 — Завещание Ленина — Игнатий Корнилиевич
- 2007 — Папины дочки — генерал Полежайкин
- 2007 — Хиромант-2 — Александр Иванович Тишаков
- 2009 — Семь жён одного холостяка — Александр Андрюшин
- 2009 — Спальный район — Тимофей, брат Анны Масловой
- 2010 — Гаражи — Отец Антона
- 2010 — Клеймо — Вячеслав Масальский
- 2010 — Универ — ветеран-космонавт (189 серия)
- 2011 — Ельцин. Три дня в августе — министр обороны СССР Дмитрий Язов
- 2011 — Ушёл и не вернулся — судья
- 2011 — Раскол — архепископ Симеон
- 2011 — Пятницкий. Глава вторая — бомж в Демёхине
- 2011 — Ангел — Дед
- 2012 — Тёмное царство — Большов
- 2012 — Средство от смерти — Заур Ибрагимович
- 2012 — Дельта — дед Архип
- 2013 — Кости — ювилер
- 2015 — А у нас во дворе... — Михаил Михайлович Кондаков
- 2014 — Братаны 4  — генерал-полковник УБОП, контрабандист, торговец оружием — Хромов Семён Михайлович
- 2016 — Капитан полиции метро — дед Свояк
- 2017 — Мешок без дна — лесной отшельник

## Звания и награды
- Заслуженный артист РСФСР (1990).
- Народный артист Российской Федерации (2002)[1].